# Chrysobothris martha
Chrysobothris martha es una especie de escarabajo del género Chrysobothris, familia Buprestidae. Fue descrita científicamente por Van Dyke en 1942.